# Miguel Unamuno
Miguel Unamuno (Buenos Aires, 1 de mayo de 1932-ibidem, 20 de junio de 2009) fue un dirigente político argentino peronista proveniente del sindicalismo que se desempeñó como ministro de Trabajo durante el gobierno de María Estela Martínez de Perón y tuvo otros cargos durante el mandato de Carlos Menem.

## Actividad política
Comenzó su actividad gremial en la Asociación Bancaria (Argentina), de la que llegó a ser secretario nacional adjunto, en tanto militaba en el Partido Justicialista, en el cual fue secretario general entre 1964 y 1965. En 1973, a propuesta de las 62 Organizaciones, fue candidato por el FREJULI a la Sala de Representantes de la Ciudad de Buenos Aires, de la cual posteriormente fue elegido presidente. Durante la presidencia de María Estela Martínez de Perón fue su último ministro de Trabajo en reemplazo de Carlos Ruckauf entre el 3 de febrero de 1976 y el 24 de marzo de ese año, fecha en la que el gobierno fue derrocado por la dictadura militar, la que lo mantuvo un tiempo encarcelado. En 1983 fue elegido diputado nacional, adoptó una posición crítica hacia las autoridades del Partido Justicialista, reclamó la reorganización del partido y se enroló en la corriente del peronismo renovador. El presidente Carlos Menem lo designó embajador en Ecuador y luego director del Archivo General de la Nación, cargo que conservó durante los gobiernos de Eduardo Duhalde y Néstor Kirchner. Hasta un año y medio antes de morir había sido ad honorem interventor de dicho Archivo. Unamuno era conocido además como uno de los estudiosos de la historia del peronismo.

## Vida privada
Unamuno estuvo casado 25 años con Lilia Ethel Saralegui, ex legisladora porteña, con quien tuvo seis hijos. Tras divorciarse, se casó nuevamente y tuvo otros tres hijos. Era buen cocinero, gran conversador y un fumador empedernido, por lo que los últimos años se lo veía cargando su mochila de oxígeno, sin que eso le impidiera concurrir al Archivo, estar presente en conferencias, presentar libros y contar chistes. Fue declarado Ciudadano Ilustre de la ciudad de Buenos Aires el 2 de julio de 2002 por la Legislatura de la Ciudad de Buenos Aires; falleció el 20 de junio de 2009 en el Sanatorio Anchorena, de Buenos Aires, donde estaba internado desde hacía más de una semana por complicaciones derivadas del enfisema que sufría desde varios años atrás y sus restos fueron velados en la Legislatura antes de recibir sepultura.